# Pektyny

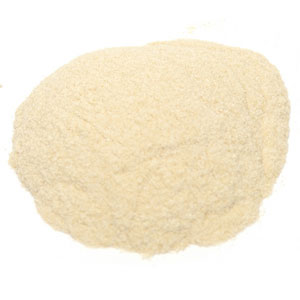
Pektyna w proszku

Pektyny (gr. πηκτός pektós = zwarty, cieknący) – mieszanina węglowodanów występująca w ścianach komórkowych wielu roślin. Pektyny są generalnie polisacharydami i oligosacharydami o zmiennym składzie. Są to przede wszystkim poliuronidy składające się z połączonych ze sobą wiązaniami α-1,4-glikozydowymi jednostek kwasu D-galakturonowego, w znacznej części zestryfikowanych grupami metylowymi. Pektyny dla ludzi, pod względem odżywczym, są ciałami balastowymi. Pod względem żywieniowym stanowią jedną z frakcji rozpuszczalnego włókna pokarmowego (błonnika). Wiele mikroorganizmów jest w stanie rozkładać pektynę. Użycie pektyn zostało po raz pierwszy wspomniane w przepisach z I wieku n.e.
Wyróżnia się dwie frakcje pektyn, w zależności od stopnia estryfikacji:
- wysokometylowane WM (inaczej wysokoestryfikowane WE), w których zestryfikowanych jest >50% grup karboksylowych reszt kwasu galakturonowego;
- niskometylowane NM (inaczej niskoestryfikowane NE), w których stopień estryfikacji jest mniejszy od 50%.

Wspólną cechą pektyn jest zdolność do tworzenia żeli w kwaśnych warunkach.
Zdolność żelowania zależna jest od stopnia zmetylowania pektyn. Pektyny wysokometylowane żelują przy pH 3,0, stężeniu cukru 65% oraz zawartości pektyn 0,3–2%. Żele pektyn niskometylowanych powstają przy niższym stężeniu cukru (30–40%) oraz w szerszym zakresie pH (3-6). Jednak niezbędnym czynnikiem utworzenia trójwymiarowej siatki żelu jest obecność jonów wapnia, w stężeniu 0,01–0,1%. Zawartość pektyn wynosi wtedy 1,5–3,0%. Z tego względu są one wykorzystywane w przemyśle spożywczym jako środek zagęszczający. Pektyny między innymi odpowiedzialne są za zestalanie się dżemów i powideł.
Pektyny składają się z trzech głównych rodzajów węglowodanów:
- homogalakturonan – polisacharyd zbudowany z merów kwasu galakturonowego
- ramnogalakturonan I – polisacharyd złożony z dimerów (ramnoza + kwas galakturonowy)
- ramnogalakturonan II – rozgałęziony polisacharyd.

Zawartość pektyny w różnych roślinach:
- jabłko – 1–1,5%
- morela zwyczajna – 1%
- czereśnia – 0,4%
- pomarańcza – 0,5–3,5%
- marchew – 1,4%
- skórki owoców cytrusowych – 30%
- wytłoki jabłkowe – 8–15%